# Лафар, Георгий Георгиевич
Лафар, Георгий Георгиевич (Жорж де Лафар, Делафар, де Ла-Фар) (14 сентября 1894 — 2 апреля либо 4 апреля 1919, Одесский порт, либо апрель-май 1919, Стамбул (?)) — красный разведчик, чекист. По мнению некоторых историков, первый известный советский разведчик.

## Биография
Родился в 1894 году в Сестрорецке во французской семье. Отец Лафара работал инженером-оружейником на Сестрорецком заводе. После революции 1905 года поступил учиться в Болоненское училище. До Первой мировой войны уехал в Париж, где учился на модельщика и занимался литературной деятельностью. После учёбы вернулся в Сестрорецк и работал на оружейном заводе, где работал его отец. Позднее переехал в Санкт-Петербург, где в 1912-1913 годах учился на механическом отделении Петербургского политехнического института (ЦГИА СПб, Ф 478, Оп. 3, Д. 1901), работал в экспедиционной конторе.
В 1917 году работал во французской военной миссии генерала Нисселя.

### ЧК, ВЧК
После Октябрьской революции, в декабре 1917 года стал работать в ВЧК. Занял пост заведующего подотделом по борьбе с банковскими преступлениями. С 21 марта 1918 года — член ВЧК. Принимал участие в ликвидации московского восстания левых эсеров в 1918 году. Вёл допросы французских офицеров, задержанных чекистами по т. н. «Делу Локкарта» («заговор послов»). Перед отбытием в Одессу со спецзаданием заполнил следующую анкету:

Отдел: по б-бе с к/р.
1. Ф. И. О.: Лафар Георгий Георгиевич.
2. Кличка или псевдоним: Шарль.
3. Где и когда родились: Сестрорецк, 14.IX.1894.
4. Национальность: франц.
5. Основная профессия: модельщик, переводчик, литератор.
6. Какие знаете языки: франц., немецк., итал., русск.
7. К каким партиям принадлежали: (прочерк)
8. Членство в РКП(б): Интернациональная коммунистическая группа — франц. (М. Бронная, 2).
11. Ваши родственники:
а) отец — инженер-оружейник. Вывезен в Россию юношей в 1873 чр. Австрию.
б) мать — домашняя учительница.
в) братья, сёстры — (прочерк)
г) жена, дети — (прочерк)
14. Где жили, чем занимались и в качестве кого:
а) до 1905 г. — Сестрорецк, Болонинское уч.
б) до августа 1914 г. — Париж, учёба, Сестрорецк, работа у отца на оруж. з-де.
в) до марта 1917 г. — Петроград, служба в экспедиционной конторе, затем [французская] миссия.
г) до октября 1917 г. — Петроград, франц. миссия ген. Нисселя.
д) после октября 1917 г. и до поступления в отд.: ВЧК.
20. С какого момента в отделе: XII. 1917
21. Место жительства: б. гост. «Дрезден», общежитие.
г. Москва, 27.XII.18.

Подпись: Лафар.

### В Одессе
Около 28 декабря 1918 года под псевдонимом «Шарль» направлен в Одессу на подпольную работу. Задание Лафару от начальника ОСО (Особого отдела ВЧК) М. Кедрова было следующим:

1). Используя его старую легенду [дворянин, поэт, переводчик, богема], переданные ему выходы на Одессу («Мирограф» и «Калэ»), а также рекомендацию Виллема — внедриться в одно из штабных учреждений поближе к главному французскому командованию.
2). Установить изнутри стратегические намерения союзников, их конечную цель, территориальные притязания. Соотношения сил французов, англичан, добровольцев, петлюровцев, галичан. Взаимовлияние. Разведки, контрразведки (что сможет).
3). Выяснить все возможные пути невоенного прекращения интервенции. Тайные пружины, которые могли бы повлиять на быстрый её исход с территории юга. Никаких активных мероприятий в этом направлении до согласования с нами не проводить. Активно задействовать второй и третий каналы…

С января 1919 года служил переводчиком в штабе экспедиционного корпуса Антанты в Одессе у полковника Анри Фрейденберга.
Дружил с актрисой Верой Холодной, которая, возможно, была отравлена белыми именно согласно перехваченному «Азбукой» его второму донесению (о ней) в Петроград.
По мнению писателя Н. Брыгина, в марте 1919 года передал весьма большую взятку Фрейденбергу от ВЧК («Сумма есть сумма» — сказано в донесении де Лафара в Петроград) за прекращение союзной интервенции на Юге России и быструю эвакуацию войск Антанты из Одессы (что и произошло 4—7 апреля 1919 г.) По мнению официальной советской историографии, эвакуация союзников была «панической» (за трое суток).
В начале марта Лафар совместно с Калэ осуществил весьма дерзкий «экс»: похитил из номера начальника французской контрразведки майора Порталя в штабе, расположенном в гостинице «Лондонская», его личную записную книжку, из которой узнал, что тот проверял объявленного в РСФСР вне закона английского разведчика С. Рейли, знакомого с Лафаром по ВЧК.

### Арест
Охота за Лафаром началась после перехвата «Азбукой» его второго донесения в Москву от 12—14 февраля. Стало ясно, что это весьма информированный резидент, причём активно влияющий на всю судьбу французского сектора оккупации Юга России. Поскольку в тексте письма встречались французские выражения и слова, адресовано оно было француженке и подписано французским именем, круг людей, имеющих доступ к секретной информации, свободно владеющих французским языком и к тому же знакомых с «королевой синема», резко сужался.
В. Шульгин и начальник белой контрразведки генерал-майор Орлов считали «Шарля» самым опасным красным разведчиком в Одессе. В сообщении одесской резидентуры «Око» «Азбуки» начальнику политической канцелярии при Главнокомандующем Вооружёнными силами Юга России полковнику Д. Л. Чайковскому от 4 марта 1919 сказано:

Этот неуловимый «Шарль» из Одессы опять направил вчера известным каналом [третье] письмо в Москву, полагаем, [в] свой узел на Лубянке. Когда проследовало первое его письмо, «Иже-П» [представитель] московской резидентуры посетил адрес, обозначенный на конверте; таковой Леже Генриэтты, проживающей по обозначенному адресу, не установлено. Кисельный переулок находится в непосредственной близости от Лубянки…

Через шесть дней после перехвата этого письма, о котором Лафар узнал, он отправил по другому каналу своё последнее донесение в Москву на трёх листах, которое дошло в Особый отдел ВЧК и сейчас находится в архиве КГБ с пометкой «от „Шарля“ № 4»:

В городе крупные провалы. Третьего дня [6 марта] схвачен Калэ. Могу быть засвечен и я…
Погибла почти вся интернациональная группа [ Жанны Лябурб.] Конспирировать для них — это пригибаться. Пригибаться перед врагом — бесчестье и трусость. Коммунары сражались во весь рост. Но, человек, который стоит, мишень для врага. Я старался предупредить, пристыдили…
Мой garant [Г. Виллем] будет сменён [произошло 17 марта]. На его место [французского консула] прочат Коттаса…
…На Ф.[рейденберга] действуют две взаимоисключающие силы: добровольцы и петлюровцы. Третья сила [мы] заставляет [его] нервничать и бросаться в крайности. На днях он чуть не сдал с рук на руки [начальнику французской контрразведки майору] Порталю нашего третьего [3-й канал?], но вовремя оборвался. Сумма — есть сумма. Она гипнотизирует и …понуждает делать другие крайности. Думаем преуспеть к сроку… [возможно, сроку голосования во французском парламенте о военных кредитах, в том числе на интервенцию в Россию: было выделено 8, 5 млрд франков.]
По третьему каналу удачно произведён экс в гостинице «Лондонской» в номере Порталя. Изъята его записная книжка с именами, записями, цифровыми выкладками. Есть интересные:
…Рейлей. Против написано: «Тов. Константин. Проверить». Живёт тоже в «Лондонской». Там все друг друга проверяют. Кажется, я этого Рейлея знаю…
9 марта 1919 года.

Сам Сидней Рейли, ранее выдававший себя за сотрудника ЧК Константин(ов)а, тоже знал Лафара. Он прибыл в Одессу из ставки Деникина 13 февраля 1919 года на крейсере «Кентербери» через Крым. В своей родной Одессе британский разведчик встретил большевиков, с которыми общался в Москве, Петрограде и Мурманске в 1918 году до своего бегства из РСФСР. Одним из них был Лафар, его знакомый по «заговору послов» и ВЧК.
Рейли не стал извещать контрразведку напрямую; вместо этого он анонимно опубликовал в белогвардейской газете «Призыв» № 3 от 3 марта свою первую печатную автобиографию «Иностранец, который знает Россию» с описанием всех своих заслуг в борьбе с большевизмом. Через ту же газету (№ 8 от 20 марта) некто (по мнению Н. Брыгина — сам Рейли) сдаёт белой контрразведке трёх чекистов, с которыми встречался в Советской России: Грохотова из Мурманска, Петик(ова) из Архангельска и Жоржа де Лафара из Москвы:

БОЛЬШЕВИКИ — «ГАСТРОЛЁРЫ» В ОДЕССЕ
По улицам Одессы совершенно свободно разгуливают следующие большевистские гости из Совдепии.
Грохотов — комиссар по иностранным делам на Мурмане, в своё время арестованный английским командованием и благополучно скрывшийся.
Петиков — тоже архангельский гастролёр, убийца адмирала Кетлинского.
Граф де Ля-Фар — член Московской чрезвычайки.

На следующий день в той же газете появился ответный ход влиятельных лиц — заметка:

РУССКИЕ БОЛЬШЕВИКИ ЗА ГРАНИЦЕЙ
(Покушение на взрыв Эйфелевой башни)
«Матэн» сообщает: из Лондона получены сведения, что два большевистских агитатора, человек по имени Лафер и женщина Галина Руденко, получили распоряжение создать в Испании большевистскую базу и взорвать Эйфелеву башню во время мирного конгресса.
Они выехали из Москвы 19 февраля, направляясь в Испанию по фальшивым паспортам. Они именуют себя Георгием и Елизаветой Троше.
Благодаря этим паспортам они беспрепятственно выехали из Одессы. С ними проехало третье, неизвестное лицо.

(Позже эта заметка, и вообще фигура Лафара, вдохновит писателя А.Н. Толстого, который в тот период был в Одессе и сотрудничал «Призывом» на создание в книге «Похождения Невзорова, или Ибикус» персонажа — красного шпиона графа Шамборена, который следует через Одессу и Мадрид на взрыв Версальского совещания).
Этот моментальный ответ на «сдачу» Лафара содержал три посыла, которые могли его спасти: что настоящего красного агента зовут не Лафар, а Лафер, что он уже покинул Одессу и что его задание — не мирное прекращение интервенции в Одессе и на Юге России, а теракт в Париже во время Версальского конгресса.
Лафар, кольцо вокруг которого всё же замкнулось, был арестован белой контрразведкой между 18:00 23 марта (час ареста Ласточкина) и ночью с 1 на 2 апреля (временем подписания в печать газеты «Наше слово»):

Аресты большевиков
За последнее время одесская администрация зорко следила за большевистским подпольем. Когда главныя нити были в руках властей, отдан был приказ о захвате наиболее ярых деятелей.
Первым был арестован комиссар большевисской разведки Ласточкин, за которым долго и упорно охотилась полиция.
Вторым был арестован большевистский деятель, известный под кличкой граф де-Лафер. Он появился на Одесском горизонте сравнительно недавно. Средства в распоряжении арестованнаго имелись довольно солидныя. Задержан был граф Лафер после тщательной слежки за ним.
В данное время, точно установлено, что арестованный — бывший секретарь петроградской «чрезвычайки»…

Дальнейшая судьба его точно неизвестна; вероятнее всего, расстрелян либо утоплен.

### Способ связи Лафара с центром
Вследствие расстройства почтового сообщения во время Гражданской войны во многих городах, десятки раз переходивших из рук в руки, письма в основном передавались частным порядком. Согласно Н. Брыгину, именно таким образом — в почтовых конвертах «с оказией» — доставлялись донесения из белой Одессы через линию фронта в красные города. При этом объявления о поездках и доставке писем туда и обратно за деньги в красные Москву, Киев, Петроград открыто печатались в белой периодической печати декабря 1918 — апреля 1919 годов. Ещё большее количество людей брало письма и поручения без объявлений.
Первое письмо-донесение де Лафара из Одессы в Москву на двух листах находится в архиве КГБ в мятом конверте с адресом «Москва, Кисельный, 4 (второе окно слева, стучать), Генриэтте Леже». Оно дошло. Второе и третье письма в таких же конвертах по тому же адресу были перехвачены «Азбукой».
Последнее донесение было отправлено другим каналом, поскольку ответа на два предыдущих письма Лафар не получил и стало ясно, что способ «с оказией» провален.

## В популярной культуре

### В кино
- Юрий Дедович в фильме «Заговор послов» (1965).
- Максуд Иматшоев в фильме «Бой на перекрёстке» (1982).

### В художественной литературе
- Алексей Николаевич Толстой, «Похождения Невзорова, или Ибикус» (1924) — «красный» граф Шамборен.
- Андрей Валентинов (Шмалько), «Царь-Космос» (2010)
- Андрей Валентинов (Шмалько), «Генерал-Марш» (2011)
- Борис Акунин, Григорий Чхартишвили, «Собачья смерть» (2023)

Из писателей, писавших о Лафаре, лично его знали трое: Алексей Николаевич Толстой, Лев Никулин и Николай Равич.